# Graptomyza flavicollis
Graptomyza flavicollis är en tvåvingeart som beskrevs av Ferguson 1926. Graptomyza flavicollis ingår i släktet Graptomyza och familjen blomflugor. Inga underarter finns listade i Catalogue of Life.